# Соболева, София Павловна
София Павловна Соболева (1840—1884) — русская писательница, известная под псевдонимом В. Самойлович.

## Биография
Родилась в Шлиссельбурге в семье инженера.
До восьми лет училась дома, затем в пансионе мадам Камерат в Санкт-Петербурге.
Свои произведения начала публиковать, когда ей исполнилось 20 лет.
Повести Соболевой помещались в «Библиотеке для Чтения» (1862 год, «Еще разбитое сердце!..»), в «Отечественных Записках» (1863 год, «И pro и contra, мечты и думы надворной советницы Лисицыной»), в «Русском Слове» (1864 год, «Безвыходное положение»), в «Современнике» (1866 год, «История Поли»).
Из отдельных её изданий особенно известно — «На память старого года», повести и рассказы (СПб., 1885 год).
В последние годы жизни писала в детских журналах — «Детское Чтение», «Семейные Вечера», «Родник» и «Задушевное Слово».
Её брак с государственным служащим распался, поддерживала себя, работая в качестве частного учителя. Живя одним литературным заработком, Соболева помогала чужим детям, платила за их ученье, кормила и одевала их.
Умерла в Петербурге 27 октября 1884 года.